# Metro Caracas

Logo der Metro Caracas

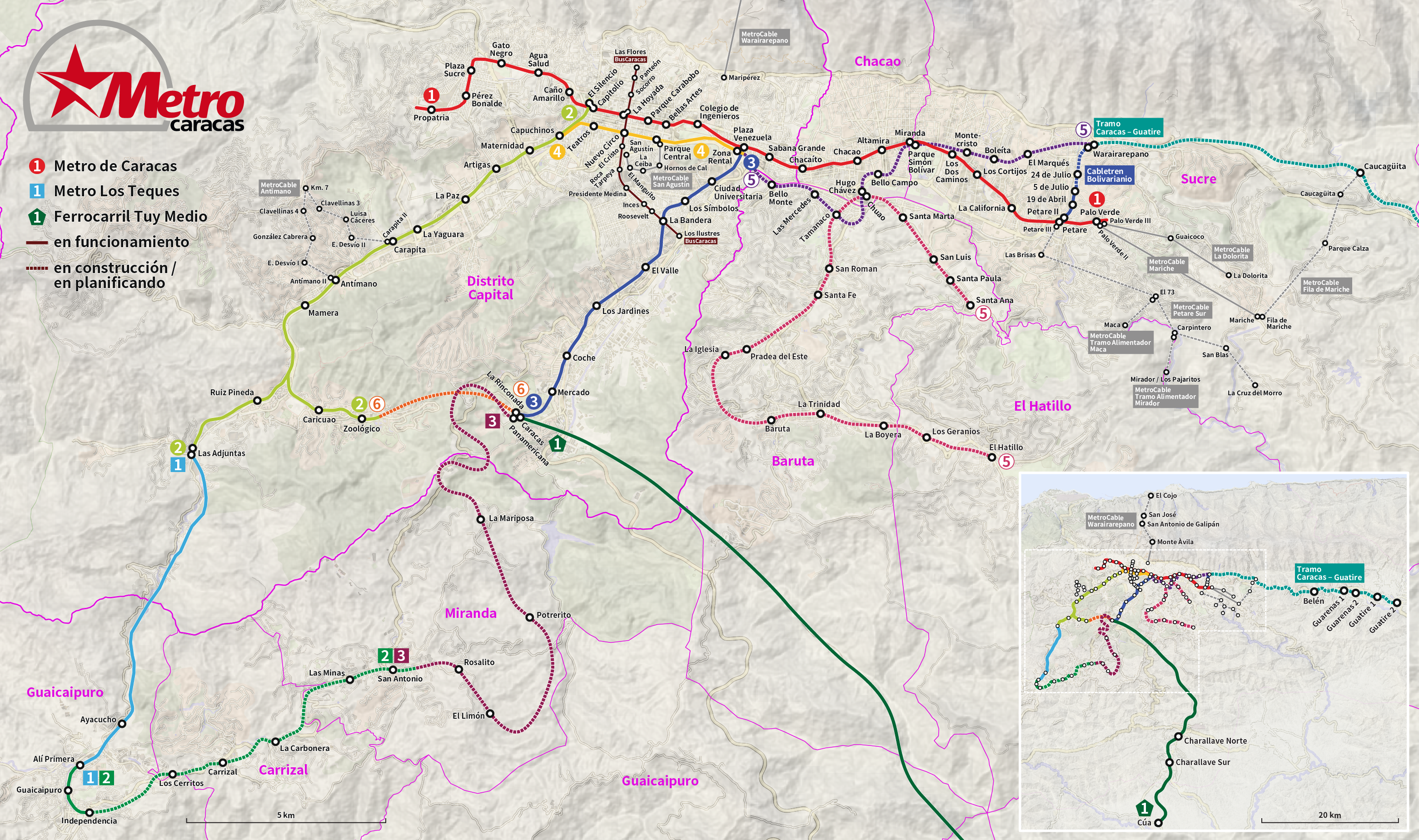
Karte des Metronetzes aus dem Jahr 2016 – die gestrichelten sind im Bau oder projektiert

Die Metro Caracas betreibt das U-Bahn-Netz der venezolanischen Hauptstadt Caracas (und weitere Transportsysteme wie Metrobús und Metrocable) und wurde am 1. Januar 1983 eröffnet. Sie bedient auch Orte in der Umgebung wie Los Teques, Chacao oder Petare. Täglich befördert die Metro über zwei Millionen Fahrgäste.

## Liniennetz
Das Metro-Liniennetz bestand 2016 aus vier Linien, war 54,1 Kilometer lang bediente 47 Stationen.
| Linie            | Farbe | Strecke                                                               | Eröffnung | Länge    | Bahnhöfe |
| ---------------- | ----- | --------------------------------------------------------------------- | --------- | -------- | -------- |
| 1                | Rot0  | Propatria – Palo Verde                                                | 1983      | 20,4 km  | 22       |
| 2                | Grün  | El Silencio – Zoológico (vor 2006 auch: El Silencio – Las Adjuntas) * | 1987      | 17,8 km  | 13       |
| 3                | Blau  | Plaza Venezuela – La Rinconada                                        | 1994      | 10,4 km  | 9        |
| 4                | Gelb  | (Las Adjuntas) – Capuchinos – (Zona Rental –) Bello Monte *           | 2006      | 5,5 km   | 5        |
| Metro Los Teques |       | Las Adjuntas – Independencia                                          | 2006      | 11, 2 km | 5        |

* Die Unterscheidung der Linien 2 und 4 ist ausschließlich betriebsintern, sie werden als Variante der Linie 2 in den Relationen Zoológico – El Silencio sowie Las Adjuntas – Bello Monte betrieben. Der Abschnitt Zona Rental – Bello Monte (obwohl eine einfache Verlängerung) wird intern als Teil einer (geplanten) Linie 5 bezeichnet.

### Seilbahnen
- Luftseilbahn Parque Central – San Agustín (1,79 km)
- Luftseilbahn Palo Verde – Mariche (4,75 km)
- Standseilbahn „Cabletren Bolivariano“ Petare – 5 de Julio (2,1 km)

## Geschichte

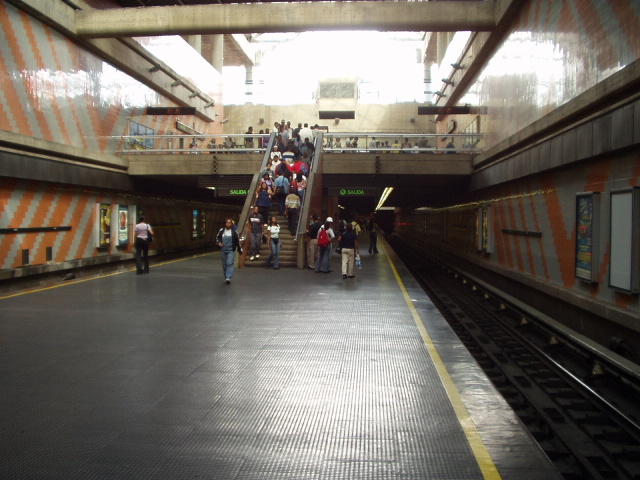
U-Bahnhof Petare der Linie 1

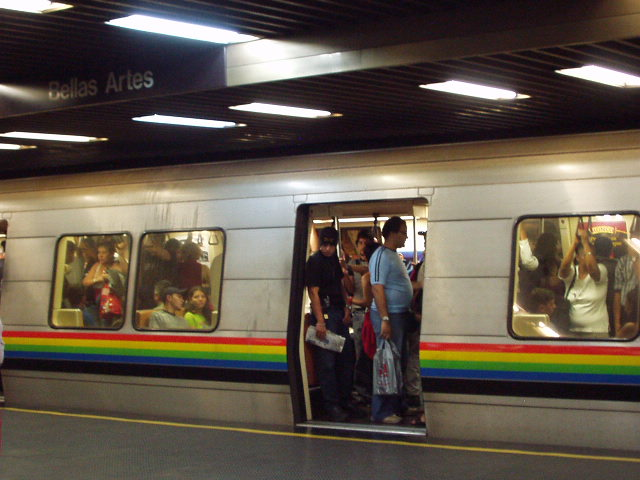
Bellas Artes der Linie 1

Erste Planungen für den Bau einer U-Bahn nach dem Vorbild der argentinischen Hauptstadt Buenos Aires gab es bereits im Jahr 1938. Mitte der 1960er Jahre wurden diese konkreter. 1977 gründete das Ministerium für Transport und Kommunikation die Compañía Anónima Metro de Caracas für die Bauarbeiten an einer ersten Metrostrecke. Besonders durch die immer wichtiger werdende Ölindustrie entwickelte sich die Hauptstadt sehr schnell. 1965 überschritt die Einwohnerzahl die Zwei-Millionen-Marke.
Die erste Strecke der Linie 1 zwischen den Stationen Propatria und La Hoyada wurde am 2. Januar 1983 in Betrieb genommen, die Linie hatte acht Stationen. Bereits knapp vier Monate später, am 27. März des gleichen Jahres, war die Strecke um sechs Stationen bis Chacaíto verlängert. Betrieben und entwickelt wurde der Bau der ersten Linie durch ein französisches Konsortium aus 14 Firmen, das durch die Société Française d'Etudes et de Réalisation des Transports Urbains koordiniert wurde.
Im Jahr 1987 folgte die zweite, jedoch nicht mit dem Restnetz verbundene Linie 2 zwischen La Paz und den beiden Enden Zoológico beziehungsweise Las Adjuntas. In den darauffolgenden Jahren wurden die beiden Linien 1 und 2 verbunden und auf den heutigen Stand verlängert.
Am 18. Dezember 1994 vervollständigte eine dritte Linie, die von Nord nach Süd verläuft, das Netz der Metro Caracas. Die 4,4 Kilometer lange Strecke zwischen Plaza Venezuela und El Valle weist fünf Stationen auf. Seit dem 15. Oktober 2006 fahren zusätzliche Züge der Linie 3 von der Endstation El Valle ohne Halt bis zum Regionalbahnhof La Rinconada, dort besteht Anschluss an die Vorortzüge nach Charallave und Cúa. Seit der Fertigstellung der Zwischenstationen im Januar 2010 verkehrt die Linie 3 durchgehend von Plaza Venezuela bis La Rinconada.
2010 wurde in den östlichen Vororten eine Metrocable (Seilbahn) gebaut, die von der Station Parque Central mit fünf Stationen Richtung Südwesten verläuft. Die Endstation ist San Agustín.
Die ersten Stationen einer südlichen Parallellinie zur Linie 1 wurden am 19. Juli 2006 eröffnet. Diese neue Linie übernahm auch den Ast nach Las Adjuntas und wird derzeit als Variante der Linie 2 geführt. Intern hat diese Linie die Nummer 4. Es war geplant, nach einer östlichen Verlängerung diesen Namen auch offiziell werden zu lassen.
Ebenfalls 2006 wurde die Metro Los Teques in die benachbarte Stadt Los Teques eröffnet, sie schließt an die Linie 2 in der Station Las Adjuntas an. Ihre jetzige Länge erreichte sie 2013, 2015 wurde die letzte Station (Ayacucho) hinzugefügt.
Von der östlichen Endstation der Linie 1 (Palo Verde) wurde 2012 eine weitere Seilbahnen Richtung Mariche gebaut, ebenfalls von Palo Verde ist eine zweite nach La Dolorita in Bau .
2013 wurde eine Standseilbahn (Cabletren) von der Station Petare mit zwei Stationen (19 de Abril und 5 de Julio) Richtung Nordosten eröffnet, weitere Stationen sind geplant. 
Nach der Verschärfung der Versorgungskrise Venezuelas ab 2016 wurde die Nutzung der Metro ab Mai 2018 bis mindestens September 2018 gratis; alleine das Papier und auch der Druck für Fahrscheine wäre teurer gewesen als der Fahrtarif. 85 Prozent der 356 Rolltreppen waren außer Betrieb, so wie auch die Frequenz der Züge wegen fehlender Ersatzteile abgenommen hatte. Der Stolz, den die Caraqueños bei der Eröffnung der Metro erfüllt hatte, wandelte sich in Ärger.
Ausbauten der Linien 2 und 5 waren im Jahr 2007 in Angriff genommen worden und hätten 2011 bis 2013 eröffnet werden sollen; die Arbeiten waren zu Beginn 2019 alle noch nicht fertiggestellt und meist eingestellt. Gigantische Kostenüberschreitungen traten auf und die Änderungen der Pläne waren kaum überschaubar. Nur wenige neue Stationen wurden nach 2000 eröffnet, meist passend zu Wahlterminen.

### Ausbaupläne
Vor 2000 gab es zahlreiche (einander auch widersprechende) Ausbaupläne. Am weitesten gediehen war die Linie 5, die den östlichen Teil der Linie 1 entlasten und die Vororte im Osten bedienen soll. Der Abschnitt Zona Rental – Bello Monte wurde fertiggestellt und wird von den Zügen der Linie 2 befahren. Der Weiterbau der Linie 5 ist nicht absehbar.